# سرهنغتشة (غرمسير أردستان)
سرهنغتشة (بالفارسية: سرهنگچه) هي قرية تقع في إيران في قسم غرمسیر الريفي. يقدر عدد سكانها بـ 80 نسمة بحسب إحصاء 2016.